# Arnaldo Amalric
Arnaldo Amalric, Amalarico, Amalrico, Amaury o Almeric (Narbona, 1160-Fontfroide, 26 de septiembre de 1225) fue abad, inquisidor, legado papal y arzobispo francés.

## Biografía
Miembro de la Orden del Císter. Fue abad de Poblet y después de Císter en 1200-1212. En 1204 fue nombrado legado papal por Inocencio III en Occitania e inquisidor. Posteriormente, fue nombrado arzobispo de Narbona de 1212 a 1225. 
En 1209 dirigió la cruzada contra los albigenses. Excomulgó al gobierno municipal de Toulouse por proteger a los herejes cátaros, y proclamó un interdicto contra la ciudad prohibiendo todos los oficios católicos.
En 1212 formó parte del contingente ultramontano que combatió en la batalla de Las Navas de Tolosa, tras convencer al rey de Navarra, Sancho VII, para que participara en la cruzada promulgada por el papa Inocencio III contra los almohades.

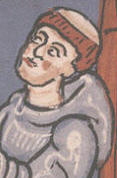
Arnaldo Amalric

Cuando alcanzó el arzobispado de Narbona se enfrentó a Simón IV de Montfort, conde de Narbona, que exigía parte del poder y de los ingresos. En 1216 excomulgó a Simón por insistir en sus prerrogativas hacia Narbona. Respaldó a Raimundo VII de Tolosa en su lucha por recobrar el Condado de Tolosa. Fue nombrado abad general de la Orden del Císter en 1221.
Murió en la abadía cisterciense de Fontfroide el 26 de septiembre de 1225, aunque su cuerpo fue enterrado en la abadía de Císter.

## La frase de la cruzada albigense
Arnaldo es célebre por serle atribuida la frase «¡Matadlos a todos. Dios reconocerá a los suyos!» («Caedite eos. Novit enim Dominus qui sunt eius.»), pronunciada durante el sitio de la ciudad francesa de Béziers, en julio de 1209, en la cruzada albigense. Según Jacques Heers esta frase sería falsa.
La frase también ha sido atribuida al papa Inocencio III (Anagni, 1161 - Perugia, 16 de julio de 1216), papa número 176 de la Iglesia católica (de 1198 a 1216) y también se ha atribuido a Simón IV de Montfort, quinto duque de Leicester (h.1160-1218), vizconde de Béziers y del vizcondado de Carcasona, quien fue el principal protagonista de la Cruzada contra la herejía albigense.
Cesáreo de Heisterbach, monje de la Orden del Císter, fue el primero en atribuirle la frase a Arnaldo Amalric, treinta años después de finalizada la cruzada albigense en su Dialogus miraculorum; si bien Cesáreo, que normalmente hacía constar sus fuentes, en este caso precede la cita con un dubitativo «se cuenta que dijo» («fertur dixesse»). La frase se hace eco de los pasajes bíblicos de la Segunda epístola a Timoteo 2, 19 y del libro de los Números 16, 5, lo que por otra parte hace más probable que la frase provenga de un eclesiástico educado